# Regeringen Carl Bildt
Regeringen Carl Bildt var Sveriges regering mellem 1991 og 1994. Det var en mindretalsregering, der var en koalition mellem Moderaterne, Folkpartiet, Centerpartiet og Kristdemokratiska samhällspartiet.

## Rigsdagsvalget i 1991
Ved rigdagsvalget den 15. september 1991 fik de fire partier, der støttede Carl Bildt 170 mandater, mens de to partier (Socialdemokraterne og Vänsterpartiet), der støttede Ingvar Carlsson fik 154 mandater. Partiet Ny Demokrati med 25 mandater stod udenfor blokkene.
De første forhandlinger blev ført mellem Moderaterne og Folkpartiet. Derefter blev Centerpartiet og Kristdemokratiska samhällspartiet inddraget.
Regeringsforhandlingerne endte med, at Regeringen Carl Bildt afløste Regeringen Carlsson II den 4. oktober 1991.

## Regeringens afgang
Ved rigdagsvalget den 18. september 1994 mistede det højreorienterede parti Ny Demokrati sine 24 mandater. Til gengæld vandt Miljöpartiet 18 mandater, og kom dermed igen ind i rigsdagen efter tre års pause.
Efter valget kunne Carl Bildt ikke samle noget flertal i rigsdagen, og Regeringen Carlsson III blev dannet den 7. oktober 1994.

## De ledende ministre
- Carl Bildt, leder af Moderaterne, var statsminister.
- Bengt Westerberg, leder af Folkpartiet, var vicestatsminister og socialminister. I 1993–1994 var han også ligestillingsminister.
- Olof Johansson, leder af Centerpartiet, var miljøminister og minister for nordisk samarbejde.
- Alf Svensson, leder af Kristendemokraterne, var bistands- og ulandsminister.

## Andre ministre
Den senere justitsminister Beatrice Ask (moderat) var skoleminister